# Creu de Sant Roc
La Creu de Sant Roc és una creu de terme de Prades (Baix Camp), situada davant del Portal fortificat, a la sortida de la població cap a l'est, darrere de l'església de Santa Maria.
És una creu de terme de pedra, d'estil gòtic, del segle XIII. A la part superior de la creu es conserva la imatge de Sant Roc. Tenia la funció de protegir de malalties i de perills als visitants. El basament de la creu és fruit d'una reforma posterior.